# 5648 Axius
5648 Axius è un asteroide troiano di Giove del campo troiano. Scoperto nel 1990, presenta un'orbita caratterizzata da un semiasse maggiore pari a 5,1455700 au e da un'eccentricità di 0,1667522, inclinata di 22,70010° rispetto all'eclittica.
L'asteroide è dedicato all'impersonificazione mitologica del fiume Assio, corrispondente all'odierno Vardar.